# Łowcy wampirów
Łowcy wampirów lub Wampiry (tytuł oryg. John Carpenter's Vampires) – amerykański filmowy horror z roku 1998 w reżyserii Johna Carpentera. Film jest adaptacją powieści Johna Steakley'a pt. Vampire$.

## Fabuła
Jack Crow jest dowódcą grupy najemników sponsorowanej przez Watykan, która zajmuje się zabijaniem wampirów w Nowym Meksyku. Po jednym z udanych łowów, łowcy postanawiają uczcić zwycięstwo w jednym z przydrożnych moteli. Podczas imprezy dochodzi do masakry - przywódca wampirów Valek morduje całą grupę najemników a z życiem uchodzą Jack i jedna z prostytutek - Katrina, która została ugryziona przez wampira. Crow i jego przyjaciel Tony Montoya postanawiają ostatecznie rozprawić się z Valekiem.

## Obsada
- James Woods – Jack Crow
- Daniel Baldwin – Anthony (Tony) Montoya
- Sheryl Lee – Katrina
- Thomas Ian Griffith – Valek
- Maximilian Schell – kardynał Alba
- Tim Guinee – Ojciec Adam Guiteau
- Mark Boone Junior – Catlin
- Gregory Sierra – Ojciec Giovanni
- Thomas Rosales Jr – Ortega

### Nagrody i nominacje
| Nagroda                       | Kategoria                      | Zdobywca / nominowany | Wynik     |
| ----------------------------- | ------------------------------ | --------------------- | --------- |
| Nagrody Saturn 1998           | Najlepszy aktor                | James Woods           | wygrana   |
| Nagrody Saturn 1998           | Najlepsza charakteryzacja      |                       | wygrana   |
| Nagrody Saturn 1998           | Najlepsza muzyka               | John Carpenter        | wygrana   |
| Nagrody Saturn 1998           | Najlepszy horror               |                       | nominacja |
| Nagrody Saturn 1998           | Najlepsza aktorka drugoplanowa | Sheryl Lee            | nominacja |
| Nagroda Brama Stokera w 1998  | Pozostałe media                | John Carpenter        | nominacja |
| Międzynarodowa Gildia Horroru | Najlepszy film                 |                       | nominacja |